# Loweia italoveris
Loweia italoveris är en fjärilsart som beskrevs av Ruggero Verity 1924. Loweia italoveris ingår i släktet Loweia och familjen juvelvingar. Inga underarter finns listade i Catalogue of Life.